# Giovanni Battista Birelli
Giovanni Battista Birelli (Siena, circa 1550 – Firenze, 1619) è stato uno scrittore e alchimista italiano. Noto per aver scritto l'Alchimia nova.

## Biografia
Giovanni Battista Birelli fu consigliere di Cosimo I de' Medici. Nel 1601 scrisse l'Alchimia nova pubblicato da Giorgio Marescotti, opera che verrà successivamente tradotta in tedesco da Peter Uffenbach.